# リスボン市電500形電車
リスボン市電500形電車（リスボンしでん500がたでんしゃ）は、ポルトガルの首都・リスボンの路面電車であるリスボン市電に在籍する車両の1形式。初の超低床電車（部分超低床電車）として1995年から営業運転を開始した。

## 概要
リスボン市電初の超低床電車として、1994年から1995年にかけて製造され、同年11月5日から営業運転を開始した車両。ドイツのデュワグが発注を獲得し、スペインのバレンシアメトロに導入された車両を基に開発が行われたが、車両の製造自体はスペインのCAFやポルトガルのSOREFAMEによるライセンス生産によって行われた。
片運転台の3車体連接車で、前後車体に設置されている動力台車の部分（床上高さ700 mm）を除いた車内全体の62 %が床上高さ350 mmの低床構造となっており、両開きの乗降扉も全て低床部分に設置されている。それまでリスボン市電で使用されていた車両（ポール）と異なり、集電装置にはシングルアーム式パンタグラフが初めて採用されている他、電力が回収可能な回生ブレーキ、シーメンス製の誘導電動機、同社が開発した機器の情報管理システム「SIBAS-16」など、新機軸の要素が多数導入された車両である。
リスボン市電ではこの500形以外に従来の2軸車の機器を更新した車両が在籍するが、2023年の時点で大半の系統はこの2軸車によって運行されており、500形が使用されるのは15E線のみに限定されている。また、1996年に500形10両（501 - 510）の導入が完了して以降リスボン市電には長期にわたって新造車両が導入されない状態が続いたが、2023年以降15E号線の列車本数増加や今後の延伸を目的とした新型超低床電車（ウルボス3）の導入が実施される予定となっている。同年時点で営業運転に使用されている500形は9両で、1両については部品取り用として廃車されている。

## ギャラリー

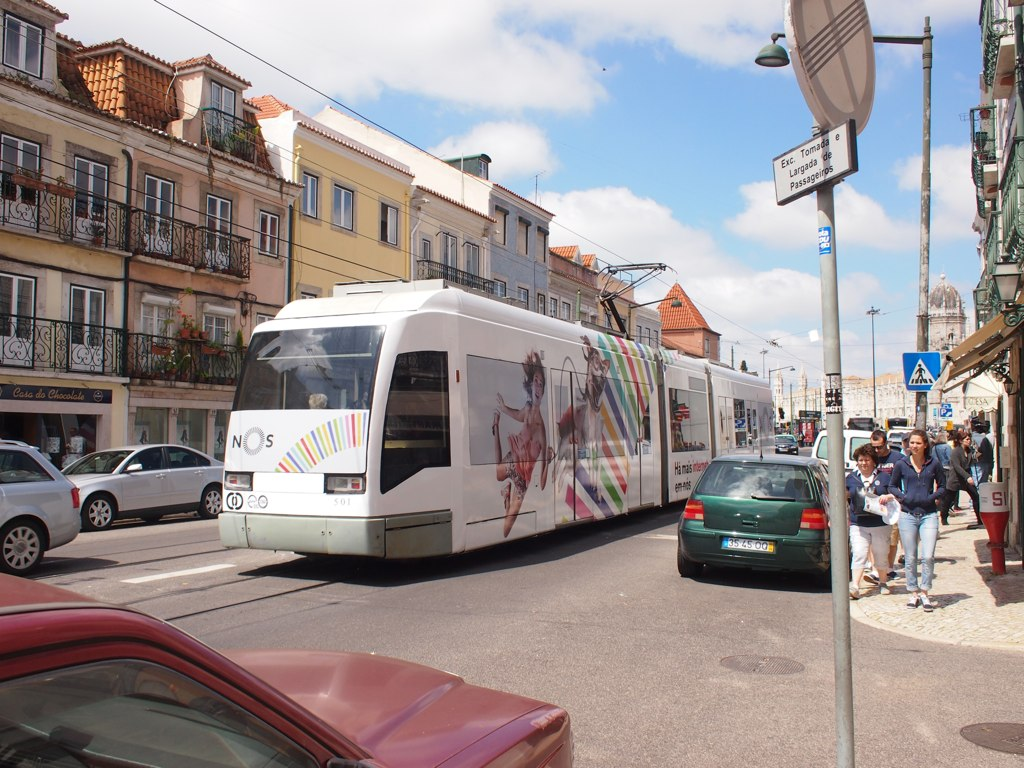
501（広告塗装、2014年撮影）
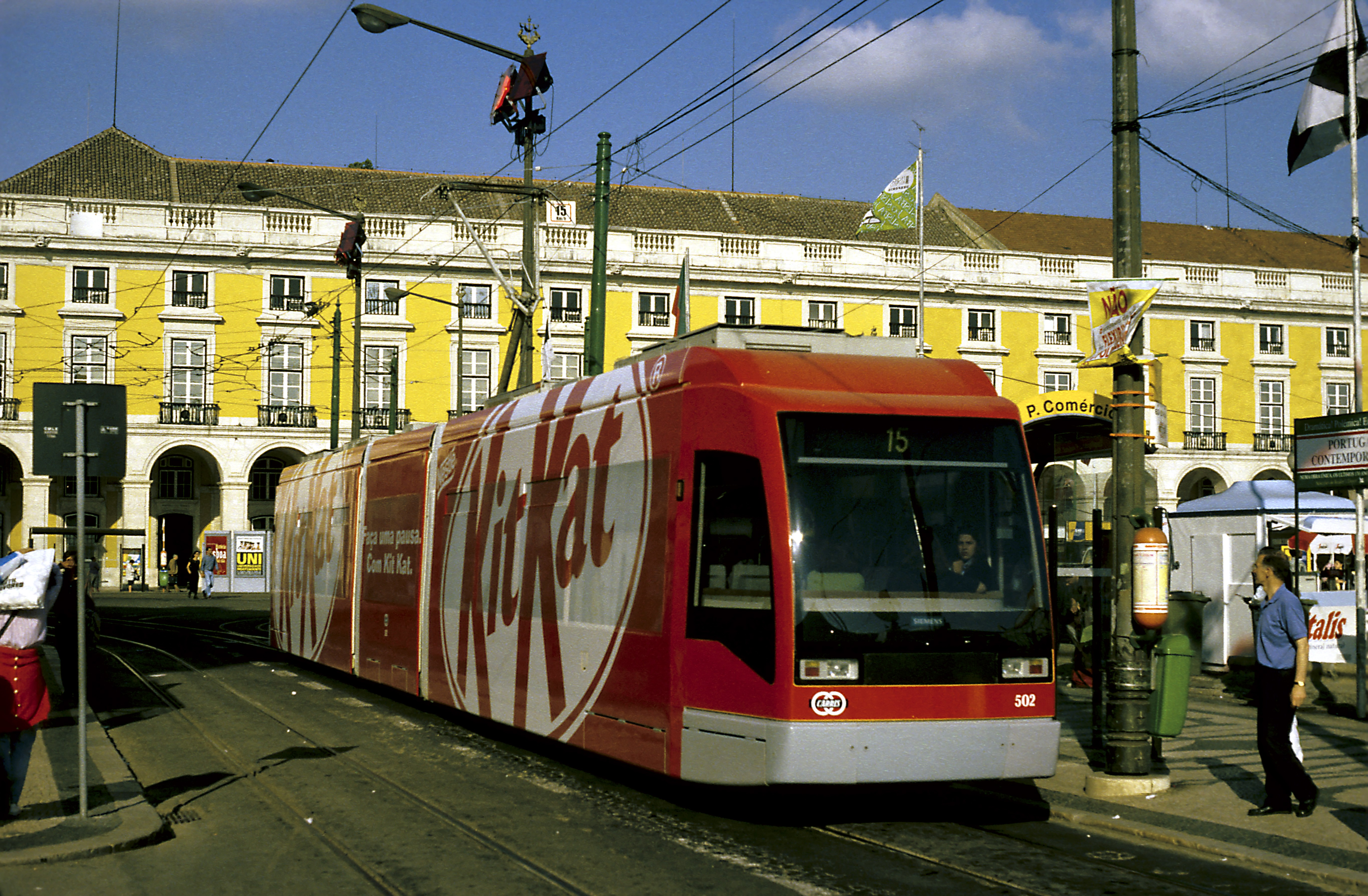
502（広告塗装、1996年撮影）
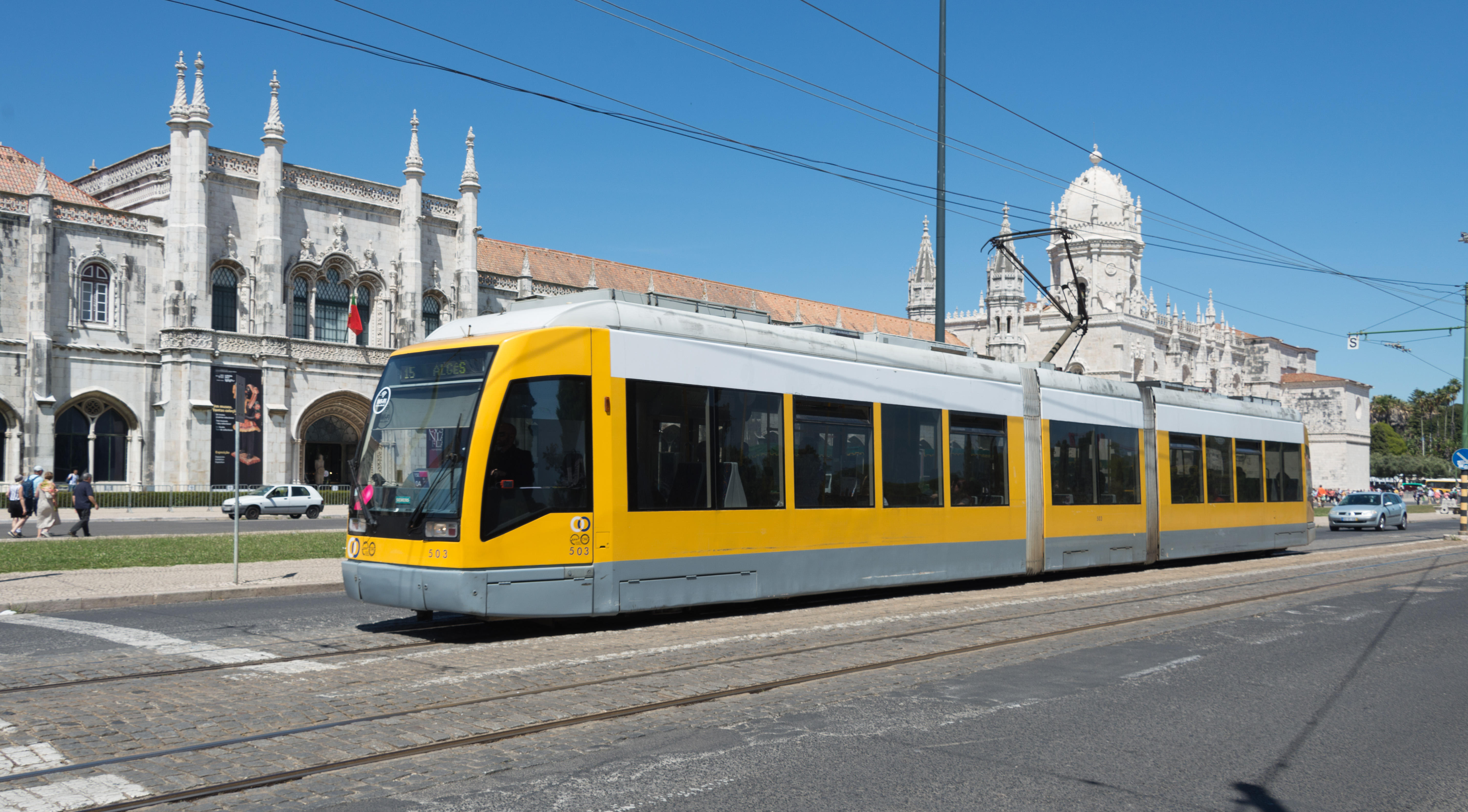
503（2017年撮影）
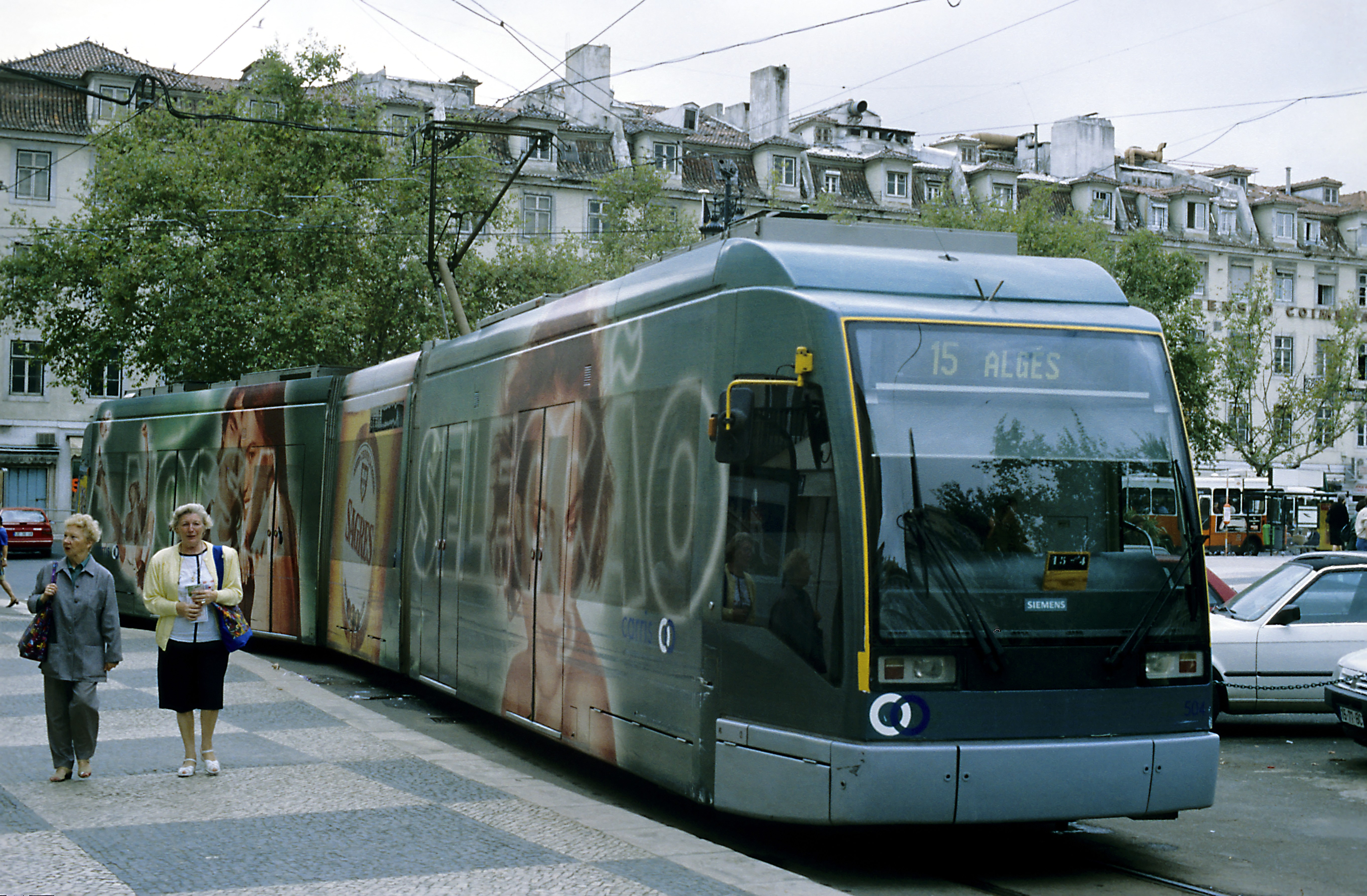
504（広告塗装、1998年撮影）
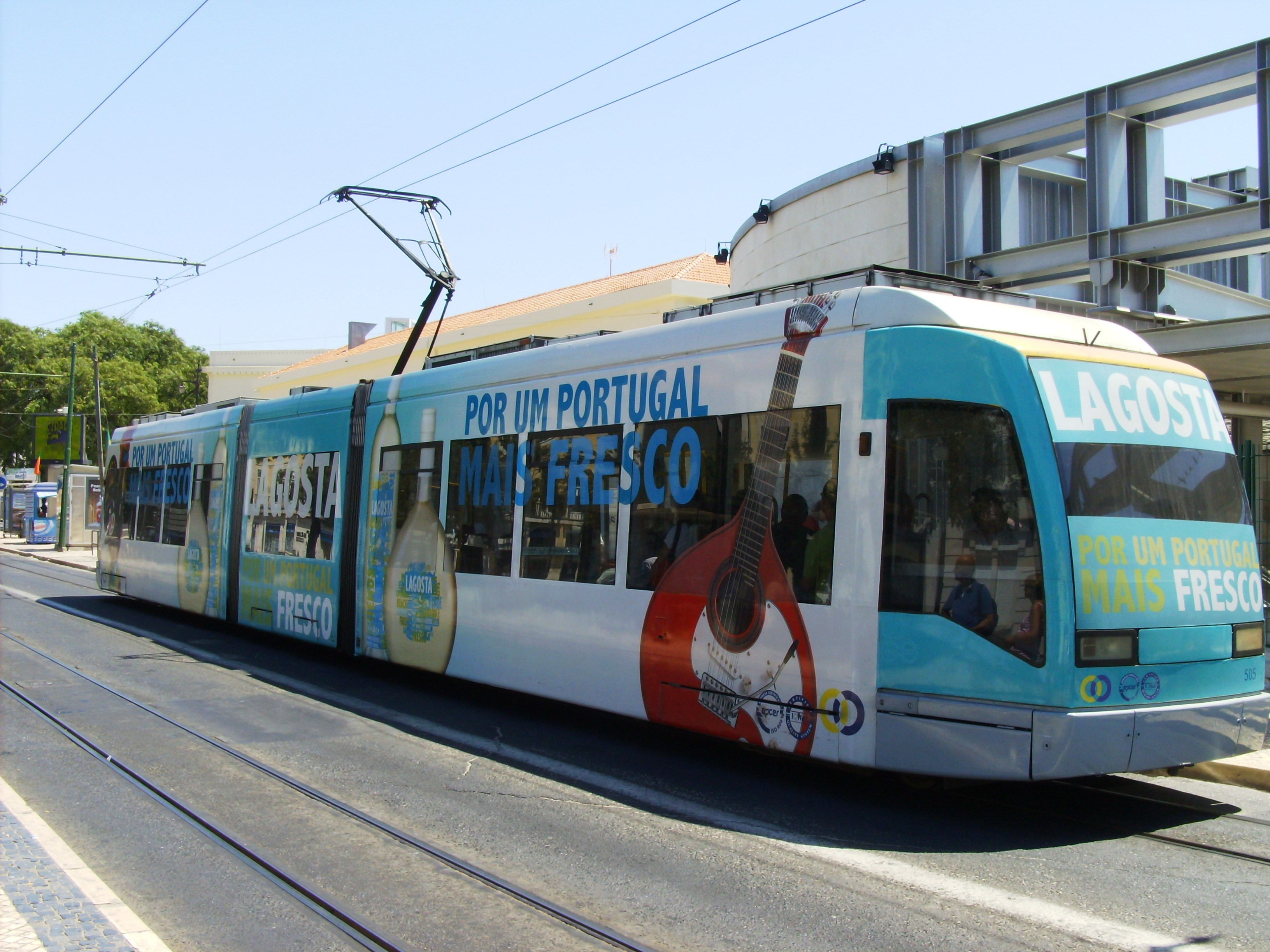
505（広告塗装、2008年撮影）
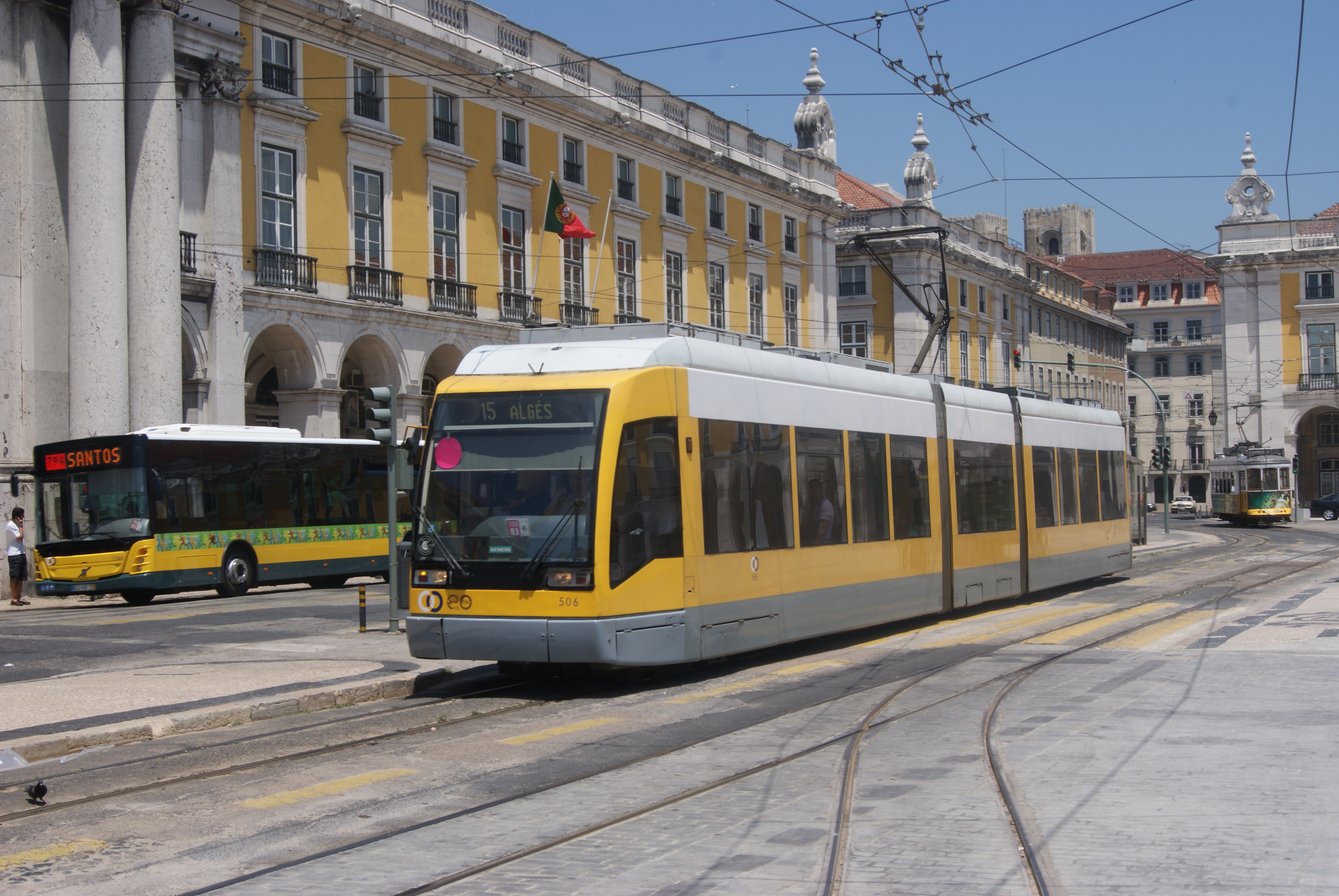
506（2010年撮影）
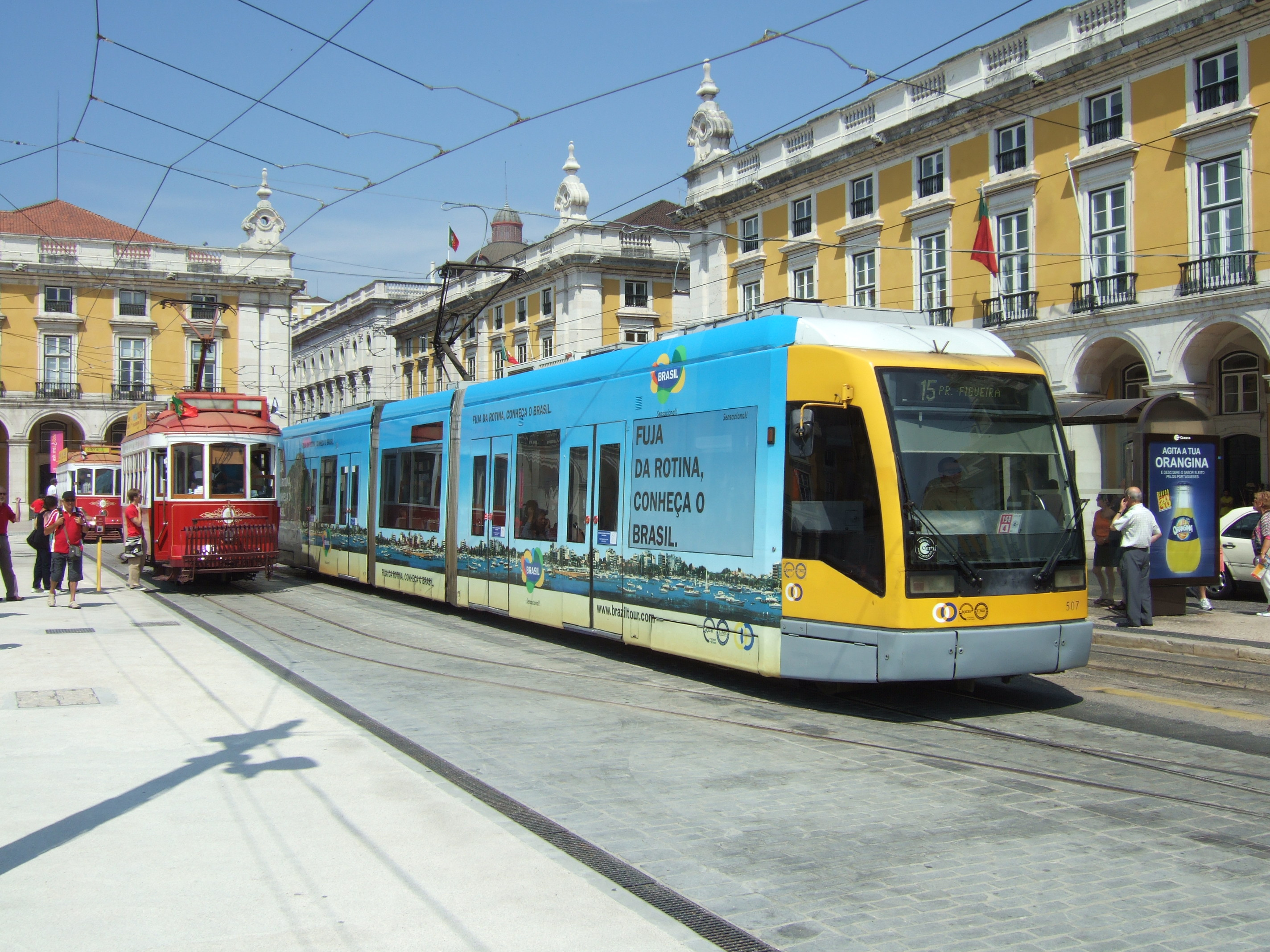
507（広告塗装、2010年撮影）
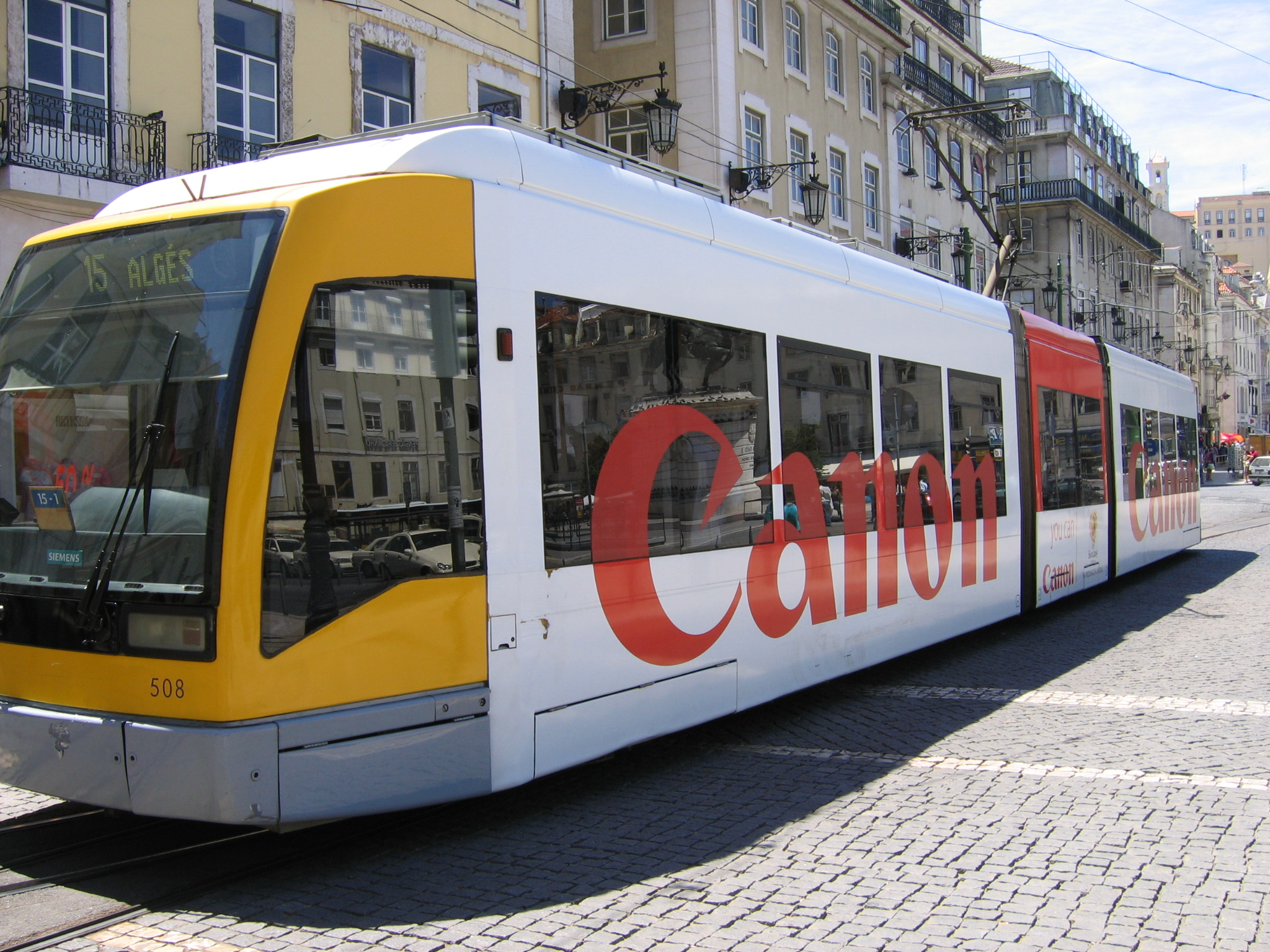
508（広告塗装、2005年撮影）
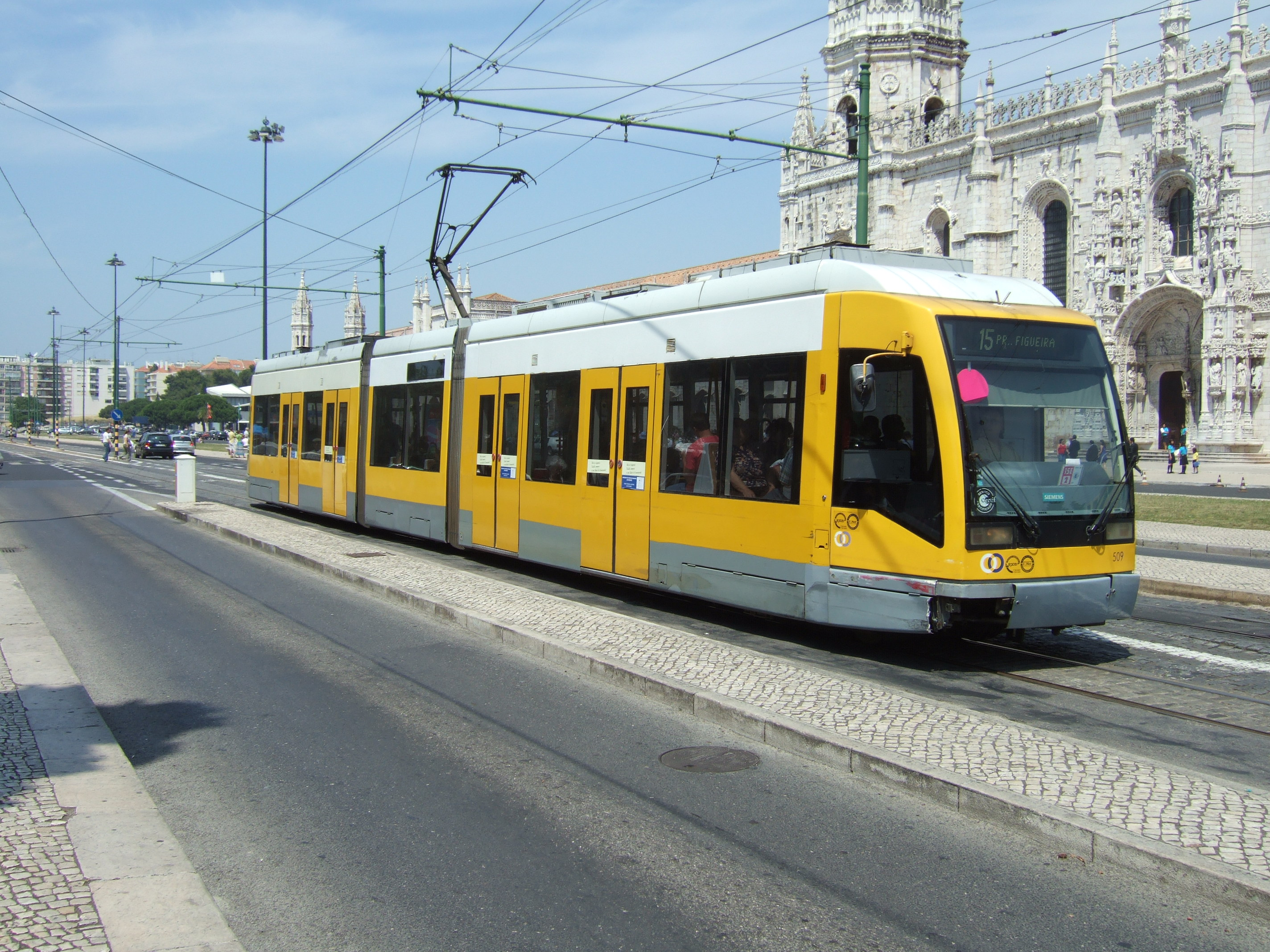
509（2010年撮影）
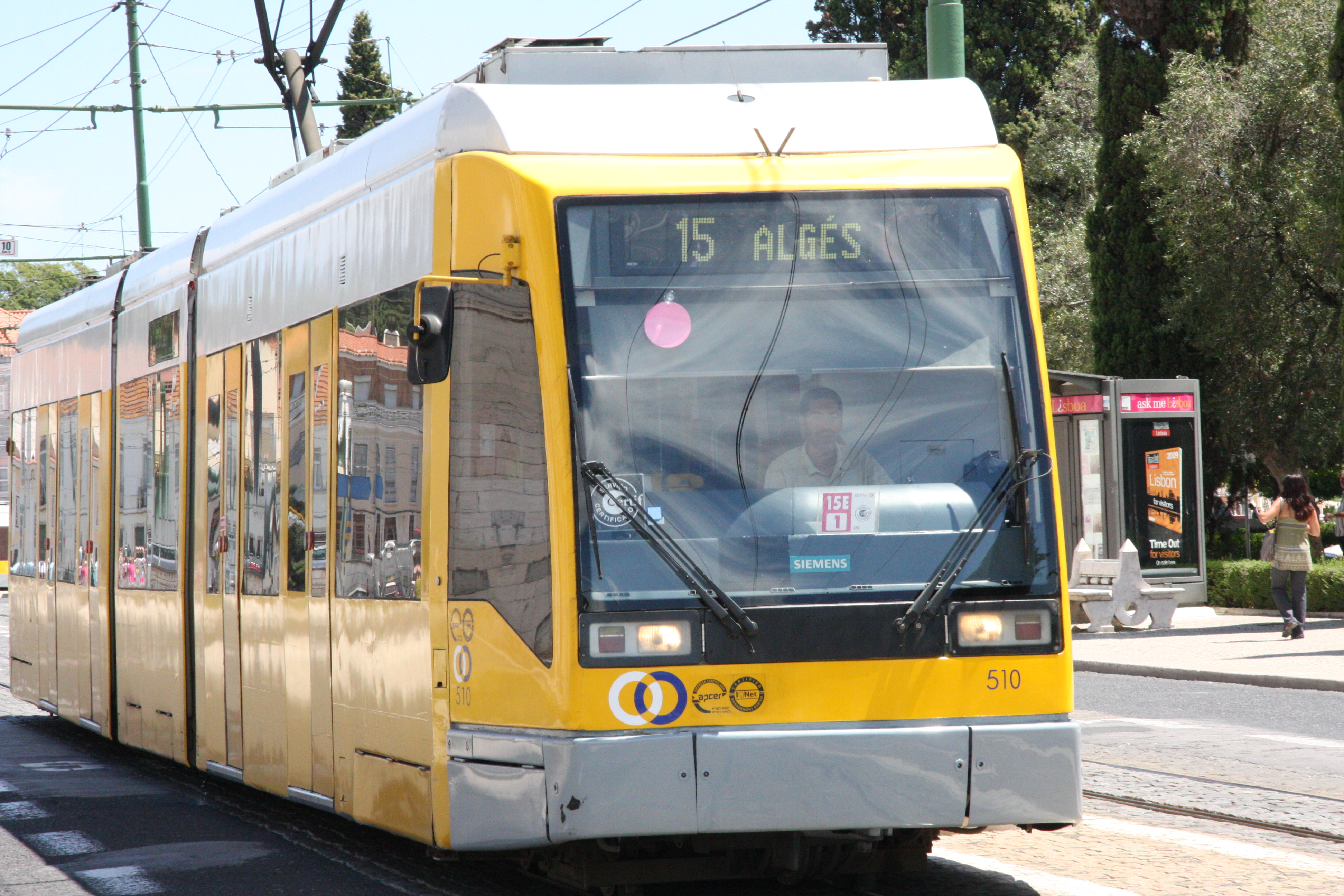
510（2009年撮影）
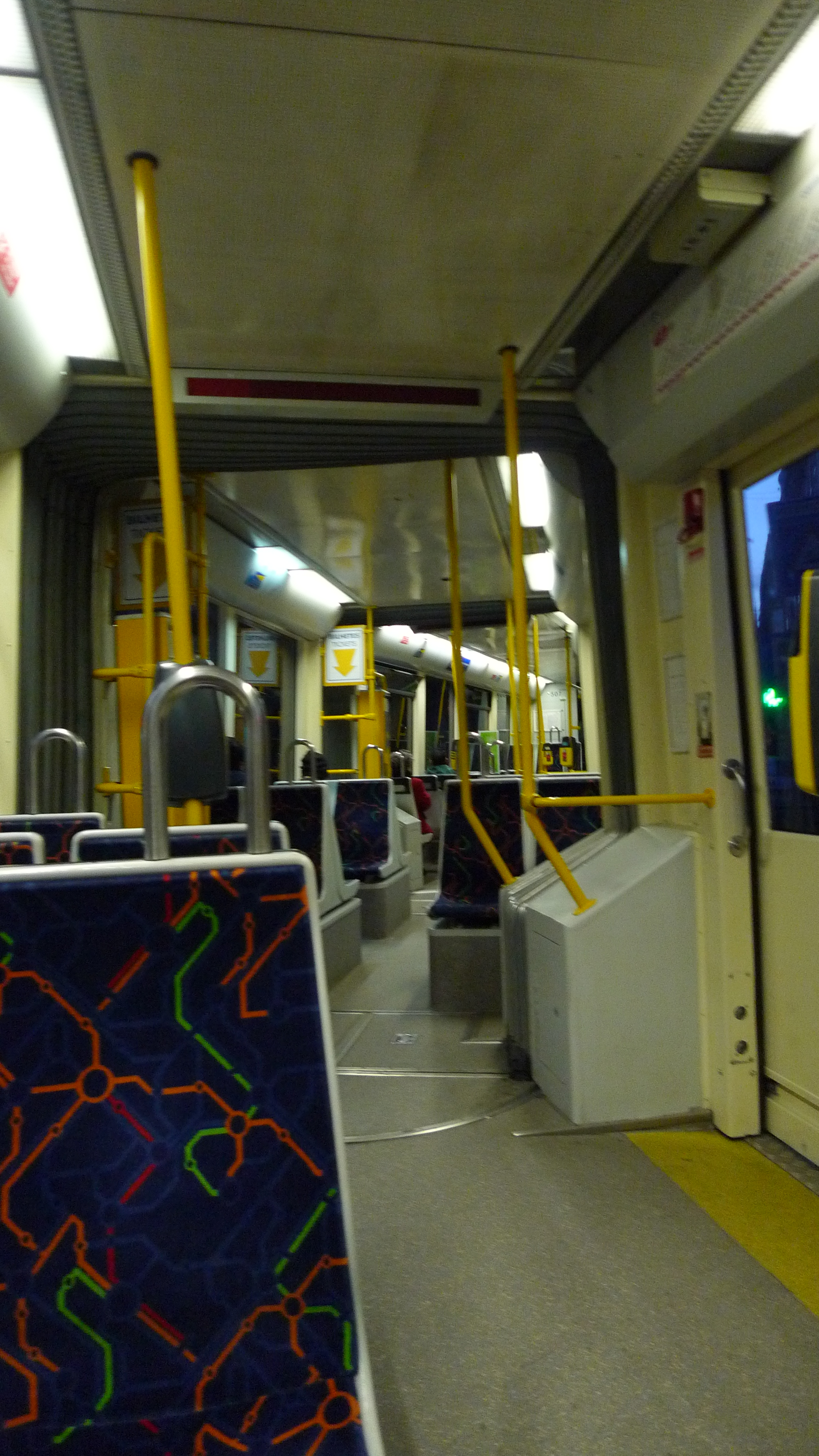
車内（2016年撮影）
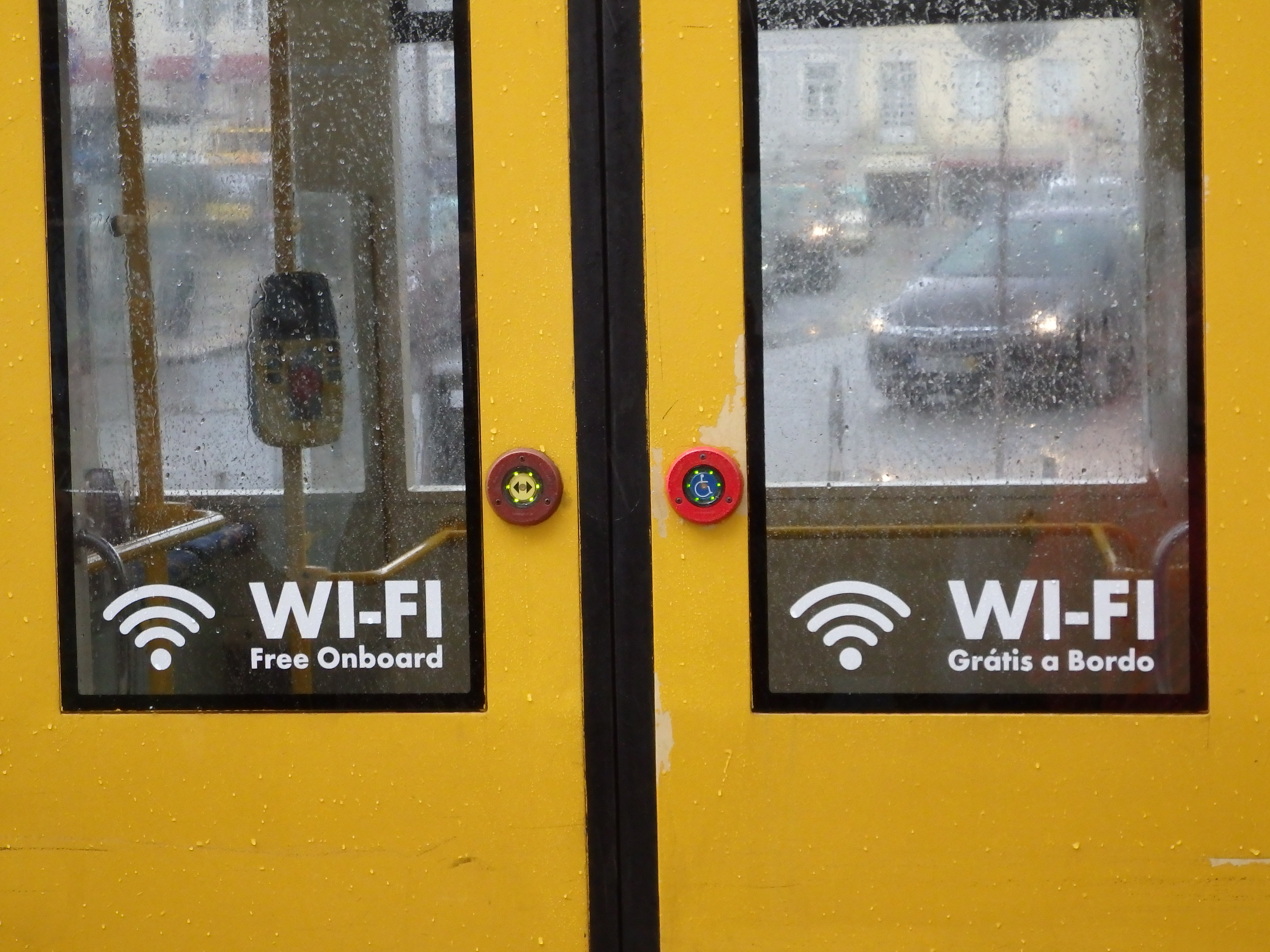
乗降扉の窓（2018年撮影）